# Krasnohirka (Krym)
Krasnohirka (ukr. Красногірка, ros. Красногорка, Krasnogorka) – wieś na Ukrainie, w Autonomicznej Republice Krymu (de iure stanowiącej integralną część państwa ukraińskiego, w 2014 anektowanej przez Rosję i odtąd funkcjonującej jako Republika Krymu), w rejonie lenińskim. W 2001 liczyła 998 mieszkańców, wśród których 97 wskazało jako ojczysty język ukraiński, 564 rosyjski, 304 krymskotatarski, 3 mołdawski, 1 bułgarski, 5 białoruski, 19 ormiański, a 5 inny. Według spisu ludności przeprowadzonego przez okupacyjne władze rosyjskie populacja wsi w 2014 wynosiła 827 osób.